# Chrysosoma inscriptum
Chrysosoma inscriptum är en tvåvingeart som beskrevs av Becker 1922. Chrysosoma inscriptum ingår i släktet Chrysosoma och familjen styltflugor. Inga underarter finns listade i Catalogue of Life.